# Claude Bonnefond
Pour les articles homonymes, voir Claude Bonnefond (sculpteur) et Bonnefond (homonymie).
Claude Bonnefond né le 27 mars 1796 à Lyon où il est mort le 27 juin 1860 est un peintre et lithographe français.
Son œuvre a été influencée par ses nombreux voyages en Italie. Il a été directeur de l'École nationale supérieure des beaux-arts de Lyon où il a mis en place de nombreuses réformes.

## Biographie

### Enfance
Jean Claude Bonnefond est né le 27 mars 1796 à Lyon, rue Grolée. Son père, Clément Bonnefond, boulanger, meurt la même année. Sa mère, Claudine Burel, se remarie au printemps 1797 avec Jean Marie Suty également boulanger. Il sera pour Jean Claude un père de substitution. Il perdra aussi son frère aîné, mort durant son service militaire.
En 1808, il entre à l’École nationale supérieure des beaux-arts de Lyon. Il deviendra élève de Pierre Revoil et d'Alexis Grognard. Cette formation développera chez lui la technique et la rigueur nécessaire à cet art. Ces années lanceront ainsi sa carrière d’artiste.

### Début de carrière
Accepté à l’école de dessin de Lyon, Bonnefond est un élève très appliqué et reçoit en 1813 le premier prix de peinture appelé « Laurier d’or ». En 1827, il recevra la médaille d'or au Salon.
En 1816, il est dispensé du service militaire compte tenu du décès tragique de son frère aîné. Il peut ainsi se consacrer entièrement à la peinture et perfectionner sa carrière d’artiste. Il entretient une riche correspondance avec Pierre Revoil. Dès 1814, il expose ses œuvres à Lyon puis au Salon de Paris. C'est à Paris qu'a lieu son premier envoi en 1817 par le duc de Berry : il expose au Salon La Chambre à coucher des petits Savoyards, un de ses tableaux majeurs, qui lui vaut une médaille de deuxième classe, et est acheté par le duc de Berry.  Les années suivantes seront marquées par de nombreux succès comme celui du tableau célèbre de La Chambre à louer.
En 1824, Bonnefond quitte Lyon pour rejoindre Victor Orsel à Paris dans l’atelier de Pierre-Narcisse Guérin qui deviendra son professeur et le conseillera pour ses œuvres.

### Années italiennes
Claude Bonnefond quitte la France en 1824 pour l'Italie, alors que l'achat par la Ville de Lyon de l'un de ses tableaux lui permet d'entreprendre ce voyage et que Guérin est nommé directeur de la villa Médicis à Rome. La décision d'entreprendre un voyage en Italie vient notamment de la volonté de Bonnefond de renouveler son style, hollandisant et minutieux (comme son maître Révoil) et qui s'essouffle.
En Italie, Bonnefond visite Rome, mais aussi la Campanie et la Toscane. Il fréquente des artistes comme Jean-Victor Schnetz, Louis Léopold Robert, Horace Vernet, et Victor Orsel, chez qui il rencontre le graveur Victor Vibert en 1829. Habitué du salon de la reine Hortense, il intègre le cercle des peintres des  nazaréens allemands dont Julius Schnorr von Carolsfeld (1794-1872), Joseph Anton Koch (1768-1853), Gustav Heinrich Naecke (de) (1786-1835), Johann Friedrich Overbeck (1789-1869). Il entreprend un bref retour à Paris en 1828 pour recevoir sa récompense au Salon et visiter sa mère, avant de retourner en Italie.
En 1828, il va à Rome sous les conseils de Guérin pour rencontrer les grands artistes italiens. Il crée une école lucrative. Ses efforts sont récompensés et il revient avec de grands succès en 1831. Il rapporte ses tableaux en France comme le Jeune homme endormi, le Chevrier ou le Grec mourant.
Même si son premier voyage en Italie a pour but de revivifier son style, la veine mélodramatique de ses œuvres françaises se retrouve, avec quelques nuances, comme pour le Berger endormi, les Chanteurs napolitains et surtout La Fileuse d'Albano (1826). Mais c'est à partir de 1826, avec Chevrier et son fils pleurant leur chèvre malade (1826) que Bonnefond entame le renouvellement réel de sa manière française. Il va désormais chercher la sobriété des attitudes et des mouvements qui se retrouve notamment dans la pose du chevrier dans Chevrier et son fils pleurant leur chèvre malade et de la cliente dans La Diseuse de bonne aventure (1830) . Son œuvre gagne en luminosité et Bonnefond met de côté son image de peintre sombre, faisant dire à Dupasquier qu'il « trempe son pinceau dans le soleil ». Enfin, il se tourne davantage vers la représentation de scènes de plein air.
Ce sera finalement une période de forte créativité et d’intégration culturelle internationale pour l’artiste.
Il réalise également des scènes romantiques de la vie romaine, comme Bergers dans la campagne Romaine en 1826, des scènes de guerre représentant la vie lyonnaise, des intérieurs ainsi que des portraits.
Après son voyage à Rome, il revient avec une nouvelle inspiration italienne. Il compose des œuvres religieuses, bien que personne ne sache réellement de quelle était sa confession.

### Retour à Lyon

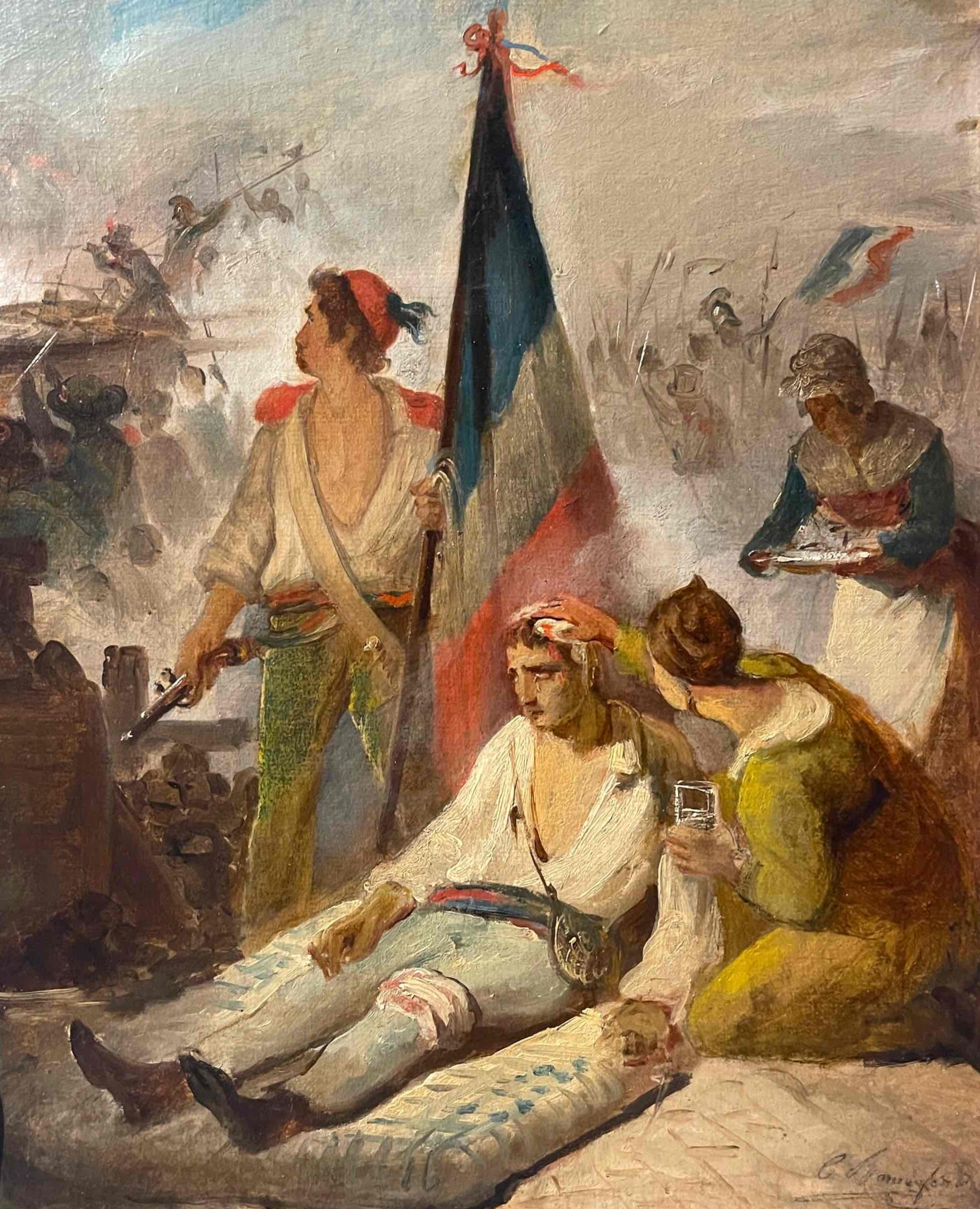
Une barricade des émeutes lyonnaises de 1834, illustration de la seconde révolte des canuts (Musée Gadagne).

En 1830, le maire de Lyon, Victor Prunelle, lui propose de devenir directeur de l'École des beaux-arts de la ville, ce que Claude Bonnefond accepte en remplacement de Pierre Revoil. Il entre en fonction le 4 avril 1831 et y restera pendant 30 ans.
Sous sa direction, l’École devient prospère et fournie. Il crée une classe de gravure qu’il confie à Victor Vibert. Grâce à cela, 17 lauréats sont couronnés du grand prix de Rome entre 1831 et 1860. 
Maître sévère mais excellent et bon, il s’impose face à ses élèves par la supériorité de son savoir, la dignité de son caractère et l’excellence de son enseignement.
Il connaît alors une renommée officielle. Bonnefond continue sur cette lancée avec L'Italienne à son rouet (1833), Le Vœu à la Madone (1835), La Pèlerine blessée (1837) et Le Patriarche d'Alep (1840), sans doute l'une des dernières œuvres italiennes du peintre. Il exploite ainsi la veine qui a fait sa popularité jusqu'en 1840, date à laquelle il devient le portraitiste de la bourgeoisie lyonnaise et où l'Italie cesse de l'inspirer. En 1833, il devient membre de l'Académie des sciences, belles-lettres et arts de Lyon, puis il devient chevalier de la Légion d’honneur en 1834. En 1852, il est nommé membre correspondant de l’Institut.

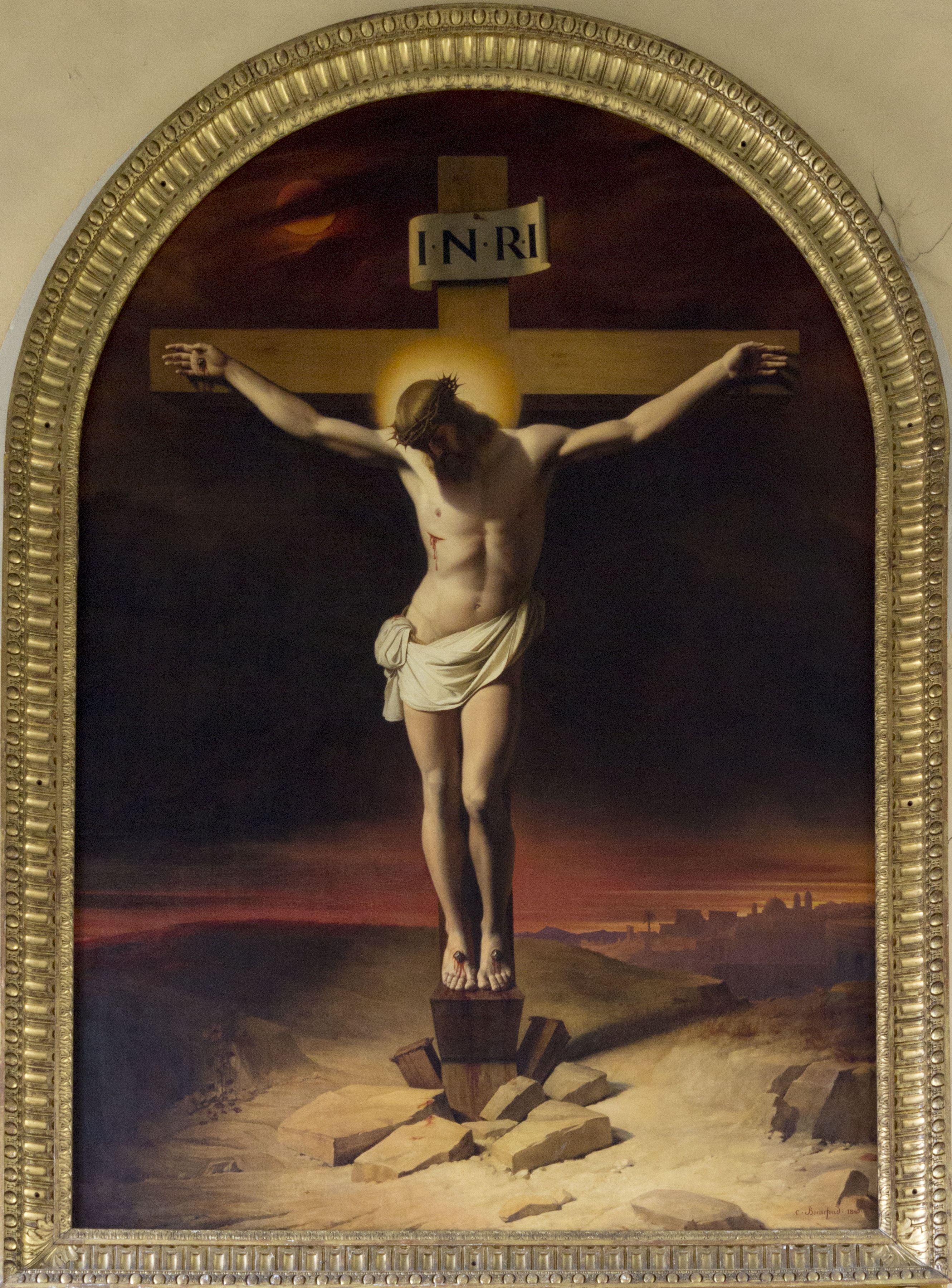
Christ en croix (1845), Lyon, chapelle du centre hospitalier Le Vinatier.

Il entreprend beaucoup de réformes en tant que directeur telles que la formation d’une classe de gravure — à laquelle s’adjoint plus tard l’étude de la lithographie — et la démonstration raisonnée de la théorie des ombres afin d'apprendre à imiter le relief. Certaines séances sont aussi consacrées à l'étude du modèle nu. Un cours d’anatomie appliquée aux arts et une classe de composition d’histoire sont créées, l'apprentissage de la construction de la figure humaine est aussi développé. Afin que les élèves soient initiés à toutes les techniques artistiques, ils ont l’obligation de passer dans chaque classe un temps réglementaire. Une autre réforme importante de Bonnefond est l’augmentation du temps donné aux études par la suppression du jour de repos le jeudi. 
Claude Bonnefond se marie avec Louise Laure Thomassin, de cette union naît une fille unique, Claire-Adélaïde-Isaure Bonnefond. Il aimait prendre du temps avec sa femme et sa fille. Il aimait également passer du temps avec Vibert et quelques amis pour leur raconter ses nombreuses anecdotes qu'il rapportait de Rome. Il a effectué d'autres séjours en Italie, y retournant dès 1834, et y faisant de nouveaux voyages avec son épouse.

### Derniers jours
Bonnefond tombe malade. Sa femme lui consacre des soins précieux. Cependant, son meilleur ami Victor Vibert tombant également malade, Bonnefond veut le soutenir et l’aider, mais Vibert meurt, laissant Bonnefond seul. 
Malgré sa tristesse, Bonnefond fait tout de même des objectifs de l’école une priorité et, voulant donner un successeur capable de guider les élèves sur la route tracée par Vibert, il examine les titres des candidats à ce poste. La commission présente Jean-Baptiste Danguin, deuxième grand prix de Rome et ancien élève de Vibert. Cette nomination est le dernier acte de la vie de Bonnefond. Après avoir quitté le palais Saint-Pierre le 24 juin, il est atteint d’un léger malaise le 25 juin 1860. Le jour suivant, le docteur constate des signes d’une congestion sanguine. La nuit du 27 juin il meurt dans les bras de son épouse. Ses funérailles sont célébrées le 29 juin.

## Œuvres et style

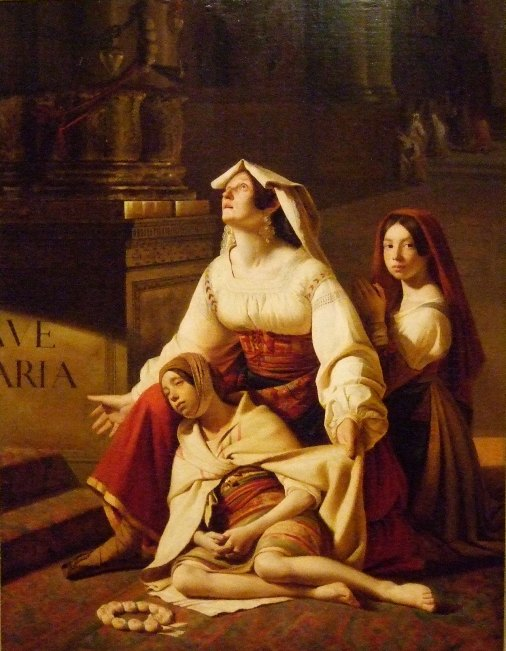
Le Vœu à la Madone (1835), musée des Beaux-Arts de Lyon.

Claude Bonnefond est un peintre à la fois pathétique et sobre dans l'expression des sentiments. Son talent est modeste mais fut pourtant très reconnu pendant son existence. Il peint des scènes religieuses mais aussi des scènes de genre qui dépassent la simple anecdote, c'est le « Popolino ». Il sera beaucoup critiqué du fait de sa peinture monocorde. En effet il peignait avec la même intensité les êtres humains et les objets de la vie quotidienne. Sa facilité et sa précision dans la peinture des portraits auraient pu lui permettre d'atteindre le rang de meilleur portraitiste de Lyon, pourtant la vie lyonnaise et le climat culturel l'ont entravé notamment à cause de sa nomination en tant que directeur de l'École nationale supérieure des beaux-arts de Lyon.
Les œuvres italiennes de Claude Bonnefond reflètent l'influence de Louis Léopold Robert et Jean-Victor Schnetz dont il reprend les thèmes remis à la mode par ces derniers. Il illustre ainsi les coutumes, souvent religieuses, du petit peuple italien et exploite le thème des « brigands » (Brigand italien faisant le guet, 1826). Son œuvre transcrit ainsi son intérêt pour la vie quotidienne mais aussi son goût pour le pittoresque et pour l'exotisme (Tête de Turc) et ses découvertes des cérémonies grecques orthodoxes. Il participe ainsi à l'image romantique de l'Italie et traduit une vision idyllique d'un peuple pauvre mais aux allures fières et au bonheur dans la simplicité et la modestie. Cette vision de l'Italie idéalisée permettra l'émergence de stéréotypes qui perdureront jusqu'en 1850 et même au-delà.

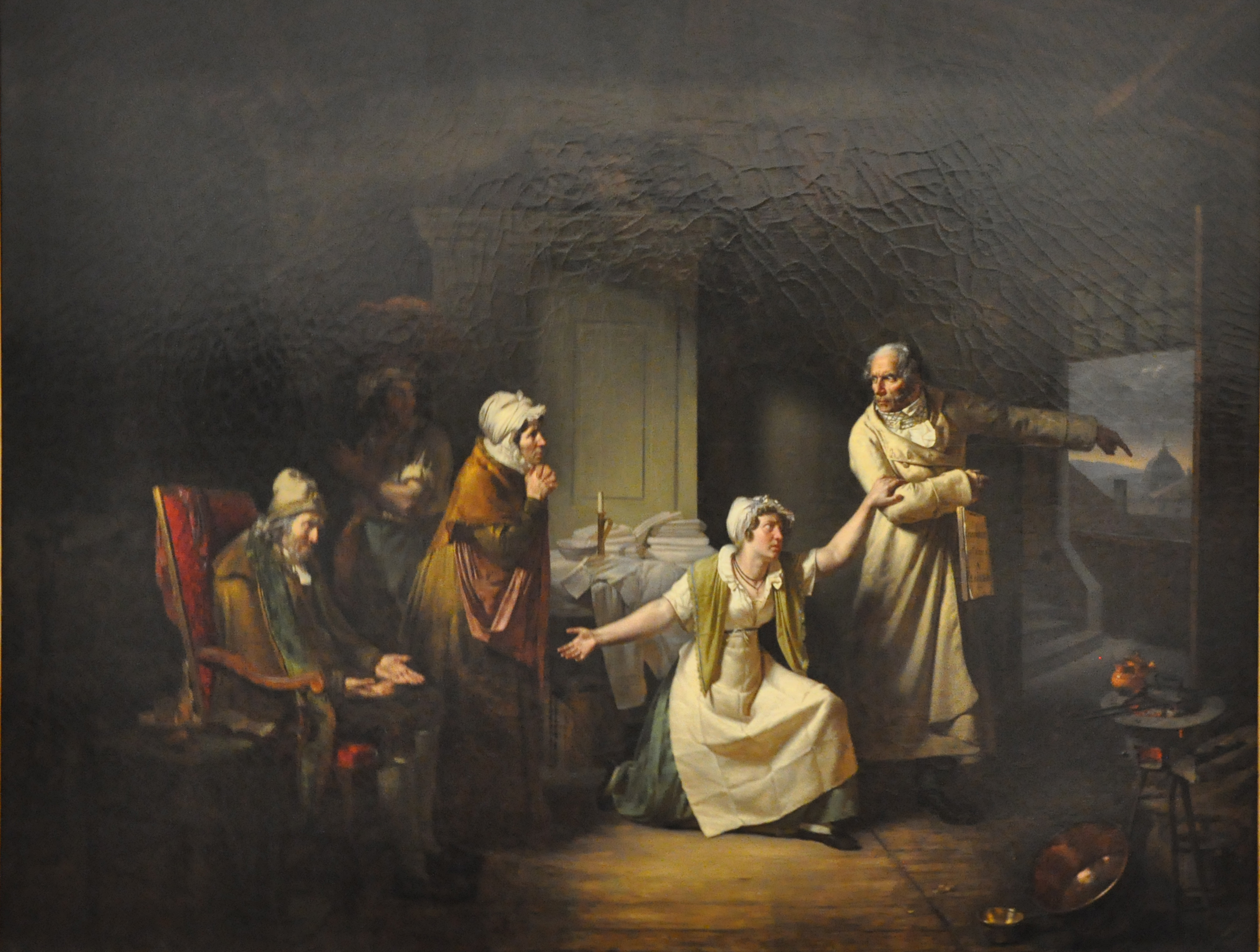
Le Mauvais propriétaire (1834), musée des Beaux-Arts de Lyon.

Même si son premier voyage en Italie a pour but de revivifier son style, la veine mélodramatique de ses œuvres françaises se retrouve, avec quelques nuances : ainsi peut-on noter le Berger endormi, les Chanteurs napolitains et surtout La Fileuse d'Albano (1826). Mais c'est à partir de 1826, avec Chevrier et son fils pleurant leur chèvre malade (1826) que Bonnefond entame le renouvellement réel de sa manière française. En 1825 en effet, Bonnefond ne peint aucun tableau et cette année est pour lui celle de l'observation, d'où découlent un grand nombre de dessins, études et croquis. Il va chercher la sobriété des attitudes et des mouvements. Enfin, il se tourne davantage vers la représentation de scènes de plein air.
À son retour en France, et lors de la présentation de ses tableaux au Salon, le renouveau de son style est remarqué. Delécluze, dans le Journal des débats du 20 décembre 1827, note « l'heureuse modification que l'auteur a apporté à son talent pendant son séjour en Italie ». Ce changement est également perçu par Jal, les journalistes du Moniteur universel, et Gustave Planche dans son Étude sur l'École française (1855).
Bonnefond continue sur cette lancée avec l’Italienne à son rouet (1833), Le Vœu à la Madone (1835), La Pèlerine blessée (1837) et Le Patriarche d'Alep (1840), sans doute l'une des dernières œuvres italiennes du peintre. Il exploite ainsi la veine qui a fait sa popularité jusqu'en 1840, date à laquelle il devient le portraitiste de la bourgeoisie lyonnaise et où l'Italie cesse de l'inspirer.
Claude Bonnefond figure également parmi les artistes français s'intéressant à la guerre d'indépendance grecque qui fait rage à cette époque et qui puisent dans ces évènements des thèmes propres à soulever un élan dramatique, alors très en vogue. Ainsi Bonnefond peint L'Officier grec blessé (1826) et, s'inspirant de la culture grecque, La Cérémonie de l'Eau-sainte dans l'église Saint-Athanase à Rome (1830).
Bonnefond éprouve parfois des difficultés dans la pratique du dessin. Ainsi on note une disproportion de certains éléments du corps, ou de certains personnages, notamment lorsqu'il est question de figurer l'éloignement : par exemple dans le Moine secourant un pèlerin, le moine apparaît plus grand que le pèlerin alors qu'il se trouve derrière lui. Bonnefond cherchera à combler cette faiblesse en s'inspirant notamment d'une lithographie de Victor Orsel, La Cérémonie du Grand pénitencier, que Bonnefond lui empruntera et ne lui rendra qu'après avoir réalisé la Cérémonie de l'Eau-sainte dont la composition se révèle sans faute.
On peut également citer de lui Saint-Jacques-le-Majeur, Un maréchal-ferrant près d'une forge (1822) ainsi qu'une œuvre d'étude, La Crosse de Humbert.
Ses scènes de genre et ses portraits sont parfois confondus. Le thème de la blessure est un leitmotiv. 
Claude Bonnefond a peint 35 œuvres et réalisé une quarantaine de portraits, aquarelles, dessins, études, caricatures et lithographies.

### Autoportrait à 16 ans(1812)
Huile sur toile, 65,5 × 55 cm.

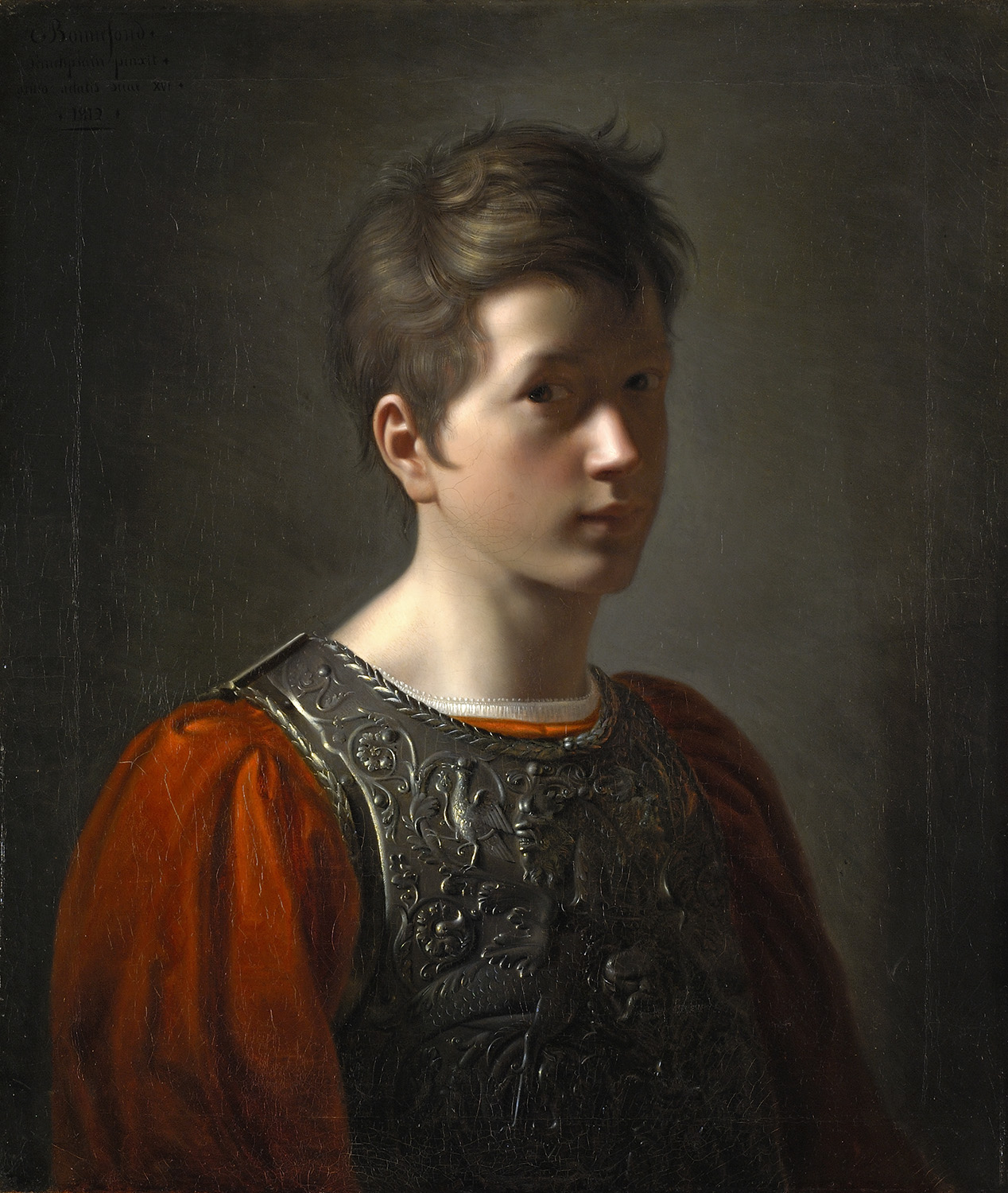
Autoportrait à seize ans (1812), musée des Beaux-Arts de Lyon.

Le tout jeune peintre se représente sur un fond vert grisé, de trois quarts à droite, vêtu d’une tenue des plus composites, costume de théâtre, de tableau vivant ou de cortège historique. Il porte un plastron d’armure de style Renaissance à décor de fleurs, de rinceaux et d’oiseaux sur un vêtement troubadour à amples manches rouges qui laisse dépasser une chemise blanche bordée d’un étroit tuyauté à l’encolure. Les cheveux bruns ébouriffés, le visage mangé d’ombre, l’air finaud du modèle forment un ensemble disparate et charmant.

### Le Triste retour des petits Savoyards(1823)
Cette huile sur toile de 65,3 × 54,5 cm est exposé au Salon de 1824.
Le jeune ramoneur dont la marmotte est dans sa boite, posée à terre derrière lui, est accompagné de sa sœur, agenouillée, la vielle à roue dans son dos. Tous deux contemplent tristement la maison familiale en ruine, dévastée par un incendie. D’une composition, d’un coloris et d’un métier sans faille, cette œuvre est caractéristique du goût du public à partir de 1820 pour une peinture de genre anecdotique. 

### La Chambre à coucher des petits Savoyards(1824)
Ce tableau, non localisé, est passé en vente publique en 1970[réf. nécessaire].
« Monsieur Bonnefond a un talent vrai, chaud, ses scènes sont touchantes ou terribles : il sait d’ailleurs les rendre avec vérité et une grande précision » écrit l’auteur anonyme de La Revue critique des productions de peinture, sculpture, gravure, exposées au salon de 1824. Ce tableau a connu une importante fortune critique : lithographique, il est édité en 1819. L’œuvre reprend le langage de la scène de genre savoyarde défini par Greuze. La chambre des Savoyards est délabrée, les deux enfants ont une marmotte dans les bras tandis qu’une vielle à roue est suspendue au mur et qu’au sol est posée une planche à marionnettes. Les détails du décor comme le crépi des murs ou des accessoires (haillons) accentuent le sentiment de pauvreté et de dénuement qui se dégage de la lecture de cette œuvre. Sensible aux traditions locales, Bonnefond a contribué à populariser les petits Savoyards. Il reprend ce thème dans Le Triste retour des petits Savoyards peint en Italie qui représente la vie quotidienne italienne ; ce tableau fait ressentir à la fois la saveur et la chaleur de cette vie.

### Autoportrait en bonnet grec(1828)

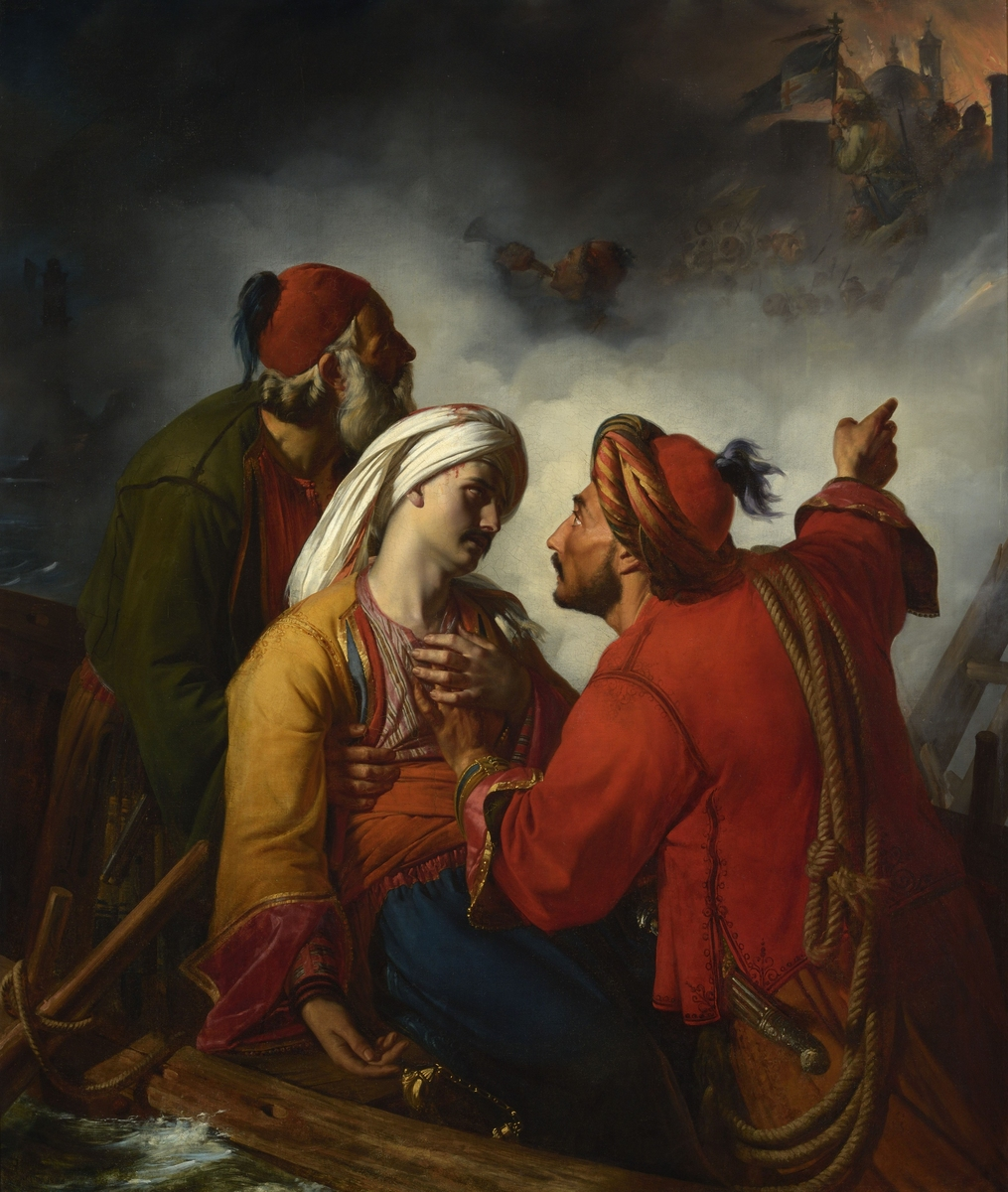
Officier grec blessé (1826), musée des Beaux-Arts de Lyon.

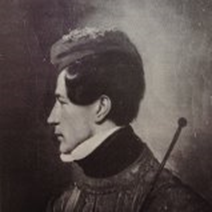
Autoportrait en bonnet grec (1828), détail, musée des Beaux-Arts de Lyon.

Cette huile sur toile est peinte sur tracé préalable au crayon et mesure 27 × 22 cm. Au dos du châssis figure l'inscription : « Peint par soi-même, Dardilly, 1828 Bonnefond directeur de l’école des beaux-arts de Lyon ».

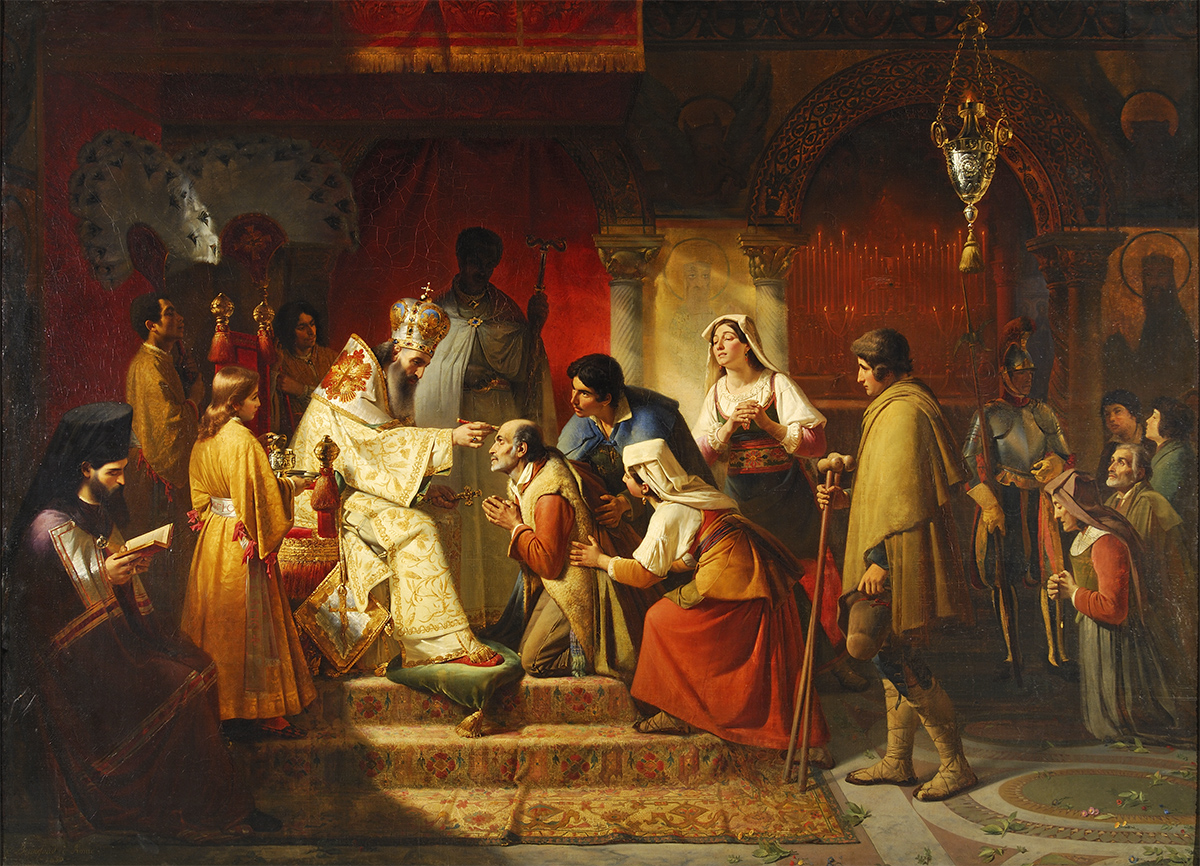
Cérémonie de l'eau sainte dans l'église de Saint-Athanase-des-Grecs (1830), musée des Beaux-Arts de Lyon.

Claude Bonnefond figure également parmi les artistes français s'intéressant à la guerre d'indépendance grecque. Ainsi Bonnefond peint L'Officier grec blessé (1826) et, s'inspirant de la culture grecque, un Autoportrait en bonnet grec (1828) et la Cérémonie de l'eau sainte dans l'église de Saint-Athanase-des-Grecs (1830).
Dans ce portrait où perce déjà l’autorité du peintre à succès, futur chef d’école, le bonnet grec est signe de ralliement à la cause du philhellénisme qui émeut l’Europe entière. À Lyon, en 1827 et 1828, la presse prend plus que jamais fait et cause pour les Grecs opprimés. Une exposition de tableaux se tient au profit du rachat des esclaves grecs et le public de théâtre des Célestins s’enflamme pour Le Brûlot grec du Lyonnais Carmouche et pour Irène ou le Triomphe des Grecs. Bonnefond offre au musée des Beaux-Arts de Lyon son Officier grec blessé en 1828.
En 1828, le jeune peintre qui a déjà de beaux succès à son actif, passe quelque temps à Lyon entre deux séjours romains. Il se présente de profil à gauche sur fond d’un bonnet grec rouge orné de passementerie, en faveur sous la Restauration où l’on se passionne de la cause de l’indépendance de ce pays. Le peintre a passé sur son habit noir d’où dépasse un bout de col très blanc une ample blouse bleue garnie d’un galon rouge au col. Il tient sa palette et son appui-main de la main gauche. Seul l’œil très petit et la lèvre inférieure en retrait déparent un peu ce profil aigu à la mâchoire énergique. Même lorsque sa calvitie sera prononcée, Bonnefond restera fidèle à cette coupe de cheveux caractéristique par la mèche volumineuse ramenée sur la tempe. Ses autoportraits ultérieurs et les photographies datant de 1855 en témoignent. Ce tableautin remarquable par son modelé serré et par la chaleur de son coloris est de loin le plus réussi des portraits de Bonnefond.

### Portrait de P. Desgrand(1879)
L’extraordinaire facilité de l’artiste, aussi bien que sa formation dans l’atelier de Pierre Révoil, auraient pu faire de Bonnefond l’un des meilleurs portraitistes lyonnais. La grande qualité de ses portraits de jeunesse consolide cette hypothèse. À leur brillant un peu superficiel et impersonnel succède une solidarité et une dignité visible dans l’effigie de Jacard, qui dépasse largement les conventions du genre. Bonnefond, « saisi du découragement des gens arrivés » et peut être influencé par le climat culturel lyonnais, ralentit ses activités picturales après sa nomination à la tête de l'École des beaux-arts de Lyon. Il ne consacre pas à la figure le temps dégagé par l’abandon presque total des scènes de guerre.

### Liste d'œuvres
| Titre de l'œuvre                       | Date | Dimension    | Technique       |
| -------------------------------------- | ---- | ------------ | --------------- |
| Portrait de la comtesse Léopold        |      | 130 × 105 cm | Huile sur toile |
| La Sortie de la messe                  | 1823 | 42 × 33,5 cm | Huile sur toile |
| Femme d'Ishia                          |      | 66 × 54 cm   | Huile sur toile |
| La Joueuse de tambourin                | 1827 | 41,5 × 32 cm | Huile sur toile |
| Brigand italien faisant le guet        |      | 47 × 37 cm   | Huile sur toile |
| Une pèlerine soutenue par un religieux | 1838 | 54 × 43,3 cm | Huile sur toile |
| La Diseuse de bonne aventure           | 1830 | 46 × 36 cm   | Huile sur toile |
| Vieillard aveugle conduit par sa fille | 1819 | 100 × 77 cm  | Huile sur toile |
| Le Maréchal-ferrant                    |      | 24 × 32 cm   | Huile sur toile |
| Portrait du peintre                    |      | 72 × 58 cm   | Huile sur toile |

## Élèves
- Antoine Jean Bail (1830-1918)
- Benoît Chancel (1819-1891)
- Fleury Chenu
- Michel Dumas (1812-1885), avant 1834[33]
- Claudius Lavergne (1815-1887)
- Joseph Soumy (1831-1863)